# Rezerwat przyrody Urbanowo
Rezerwat przyrody Urbanowo – leśny rezerwat przyrody położony w gminie Opalenica, powiecie nowotomyskim (województwo wielkopolskie). Leży na gruntach w zarządzie Nadleśnictwa Konstantynowo, w granicach obszaru siedliskowego sieci Natura 2000 „Dolina Mogielnicy” PLH300033.
Powierzchnia: 8,09 ha (akt powołujący podawał 7,61 ha).
Został utworzony w 1960 roku w celu ochrony olszowo-jesionowego lasu łęgowego. W runie leśnym występują tu m.in. kruszczyk szerokolistny czy żabieniec lancetowaty.
Obszar rezerwatu podlega ochronie czynnej.

## Podstawa prawna
- Zarządzenie Ministra Leśnictwa i Przemysłu Drzewnego z dnia 8 marca 1960 r. w sprawie uznania za rezerwat przyrody (M. P. z 1960 r. Nr 33, Poz. 166)
- Obwieszczenie Wojewody Wielkopolskiego z dn. 4.10.2001 r. w sprawie ogłoszenia wykazu rezerwatów przyrody utworzonych do dn. 31.12.1998 r.
- Rozporządzenie Nr 34/07 Wojewody Wielkopolskie z dnia 16 listopada 2007 r. w sprawie rezerwatu przyrody „Urbanowo”
- Zarządzenie Regionalnego Dyrektora Ochrony Środowiska w Poznaniu z dnia 21 października 2019 r. w sprawie rezerwatu przyrody „Urbanowo”